# Katastralgemeinde Knappenberg
Die Katastralgemeinde Knappenberg ist eine von acht Katastralgemeinden der Gemeinde Hüttenberg im Bezirk Sankt Veit an der Glan in Kärnten. Sie hat eine Fläche von 718,06 ha.
Die Katastralgemeinde gehört zum Sprengel des Vermessungsamtes Klagenfurt.

## Lage
Die Katastralgemeinde liegt im Nordosten des Bezirks Sankt Veit an der Glan, im oberen Görtschitztal, mitten in der Gemeinde Hüttenberg. Sie grenzt im Norden an die Katastralgemeinde Zosen, im Nordosten an die Katastralgemeinde St. Johann am Pressen, im Südosten an die Katastralgemeinde Lölling, im Südwesten an die zur Gemeinde Guttaring gehörende Katastralgemeinde Waitschach, und im Westen an die Katastralgemeinde Hüttenberg. Die Katastralgemeinde erstreckt sich über eine Höhenlage von 707 m ü. A. an der Görtschitz am Südrand der Katastralgemeinde bis zu knapp über 1350 m ü. A. am Ostrand der Katastralgemeinde.

## Ortschaften
Auf dem Gebiet der Katastralgemeinde Knappenberg liegen die Ortschaften Andreaskreuz, Gobertal, Gossen, Heft, Jouschitzen, Knappenberg, Lichtegg und Obersemlach.

## Vermessungsamt-Sprengel
Die Katastralgemeinde gehört seit 1. Jänner 1998 zum Sprengel des Vermessungsamtes Klagenfurt. Davor war sie Teil des Sprengels des Vermessungsamtes St. Veit an der Glan.

## Geschichte
Ende des 18. Jahrhunderts wurden die Kärntner Steuergemeinden (später: Katastralgemeinden) gebildet und Steuerbezirken zugeordnet. Die Steuergemeinde Knappenberg wurde Teil des Steuerbezirks Althofen (Herrschaft und Landgericht).
Im Zuge der Reformen nach der Revolution 1848/49 wurden in Kärnten die Steuerbezirke aufgelöst und Ortsgemeinden gebildet, die jeweils das Gebiet einer oder mehrerer Steuergemeinden umfassten. Die Steuer- bzw. Katastralgemeinde Knappenberg wurde Teil der Gemeinde Hüttenberg. Die Größe der Katastralgemeinde wurde 1849 mit 1248 Österreichischen Joch und 928 Klaftern (ca. 718 ha, also die heutige Fläche) angegeben; damals lebten 490 Personen in der Katastralgemeinde.
Die Katastralgemeinde Knappenberg gehörte ab 1850 zum politischen Bezirk Sankt Veit an der Glan und zum Gerichtsbezirk Althofen. Von 1854 bis 1868 gehörte sie zum Gemischten Bezirk Althofen. Seit der Reform 1868 ist sie wieder Teil des politischen Bezirks Sankt Veit an der Glan, zunächst als Teil des Gerichtsbezirks Althofen, ab 1872 als Teil des Gerichtsbezirks Eberstein, und seit dessen Auflösung 1978 als Teil des Gerichtsbezirks St. Veit an der Glan.